# Rio Capivari (vattendrag i Brasilien, São Paulo, lat -22,98, long -47,76)
Rio Capivari är ett vattendrag i Brasilien.   Det ligger i delstaten São Paulo, i den sydöstra delen av landet, 800 km söder om huvudstaden Brasília.
Omgivningarna runt Rio Capivari är huvudsakligen savann. Runt Rio Capivari är det ganska tätbefolkat, med 90 invånare per kvadratkilometer.